# Décès en 1449
Décès
- 1445
- 1446
- 1447
- 1448
- 1449
- 1450
- 1451
- 1452
- 1453

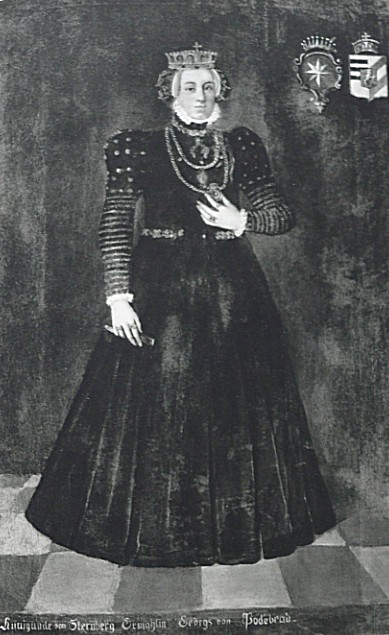
Cunégonde de Sternberg, morte en 1449.

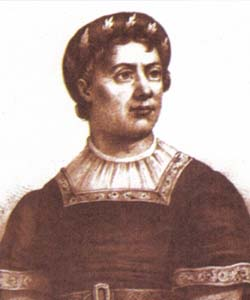
Pierre de Portugal, morte en 1449.

Cette page dresse une liste de personnalités mortes au cours de l'année 1449 :
- 4 janvier : Cécile de Brandebourg (en), princesse de Brandebourg, duchesse de Brunswick-Wolfenbüttel et épouse de Guillaume Ier de Brunswick-Wolfenbüttel.
- 21 janvier :
  - Giovanni Berardi, cardinal italien.
  - Giovanni de Primis, cardinal italien.
- 2 février : Ibn Hajar al-Asqalani, juriste shafiite et théologien de l'islam.
- 11 février : Michel de Bouliers II, évêque de Riez.
- Dolce dell'Anguillara (en), condottiere.
- 8 mai : Alexandre II MacDonald, 3e Seigneur des Îles et 10e comte de Ross.
- 20 mai :
  - Pierre de Portugal, Ier duc de Coimbra.
  - Álvaro Vaz de Almada, chevalier et noble portugais, 1er comte d'Avranches et chevalier de l'ordre de la Jarretière.
- 25 mai : Kujō Mitsuie, noble de cour japonais (kugyō) de l'époque de Muromachi.
- juin : Polyxène Sforza, fille de Francesco Sforza, duc de Milan et de son amante Giovanna Acquapente (it).
- 3 juin : Anne de Beauchamp, fille de Henry de Beauchamp, 15e comtesse de Warwick.
- 8 juillet : Guido Torelli, condottiere.
- 9 août : Walter Hungerford, 1er baron Hungerford, soldat, diplomate et homme d'État anglais.
- 12 août : André de Rambures, capitaine français au service du roi de France pendant la guerre de Cent Ans et l'un des compagnons d'armes de Jeanne d'Arc.
- 13 août : Louis IV du Palatinat, Électeur Palatin du Rhin de la maison de Wittelsbach.
- 15 août : Richard Talbot (en), archevêque de Dublin et Lord Chancelier d’Irlande.
- 28 août : Jean Cadard, précepteur, médecin et conseiller de Charles VII.
- 1er octobre : Nicolas de Forca Palena, religieux italien béatifié par l'Église catholique.
- 27 octobre : Ulugh Beg, prince astronome, mathématicien et sultan de l'empire timouride, près de Samarcande en Ouzbékistan.
- 31 octobre : Élisabeth de Brandebourg, princesse allemande de la maison de Hohenzollern.
- 7 novembre : Konrad von Erlichshausen, 30e Grand maître de l'ordre Teutonique.
- 19 novembre : Cunégonde de Sternberg, comtesse de Sternberg, de Kunštát et de Poděbrady.
- 24 novembre : Pierre Piédru, chanoine de Saint-Malo, de Dol et de Notre-Dame de Nantes, puis chantre de la cathédrale de cette dernière ville.
- 24 décembre : Walter Bower, chroniqueur écossais.
- Antonio Alberti, peintre italien.
- William Alnwick (en), évêque de Norwich.
- Marguerite Beaufort, arrière-petite-fille du roi Édouard III, comtesse de Devon.
- Vitaliano I Borromeo, noble italien.
- Filippo Carducci, personnalité politique florentine, gonfalonnier de justice à Florence.
- Thomas Chase (en), chancelier de l'université d'Oxford puis Lord Chancelier d’Irlande.
- Theodor Corona Musachi (en), noble albanais.
- Maria Marzano d'Aragon (it), fille illégitime d'Alphonse V d'Aragon.
- Álvaro Gonçalves da Maia (en), noble portugais.
- Fernão Álvares da Maia (en), noble portugais.
- Luigi dal Verme (en), condottiere italien.
- Guillaume de Flavy, capitaine français au service du dauphin puis roi Charles VII.
- Jean V Malet de Graville, chef militaire français de la guerre de Cent Ans et compagnon de Jeanne d'Arc.
- Jean de La Trémoille, Grand Maître et Grand Chambellan des ducs de Bourgogne Jean sans Peur et Philippe le Bon.
- Meinhard de Neuhaus (en), chef de l'utraquisme et colonel du burgrave de Bohême.
- Aimery de Roquemaurel, évêque de Montauban.
- Jean V de Roubaix, seigneur de Roubaix et chevalier de l'ordre de la Toison d'or.
- Diogo Gonçalves de Travassos (en), noble portugais.
- Domenico di Giovanni, poète populaire toscan et barbier à Florence.
- Tanneguy III du Chastel, maréchal et gouverneur de la Bastille.
- Robert Dyke (en), clerc et juge irlandais.
- Zhang Fu (en), général de la dynastie Ming.
- Emine Hatun (en), noble de l'Empire ottoman.
- Johannes Hültz, architecte allemand.
- Burhan-ud-din Kermani (en), médecin perse.
- Giorgio Lampugnano (en), professeur d'université italien.
- Guglielmo Logoteta (en), archevêque de Reggio de Calabre-Bova.
- William Perkins (Lord) (en), noble anglais.
- Francesco Piccinino (en), condottiere italien.
- Laurent Pinon, évêque de Bethléem puis d'Auxerre.
- Puccio Pucci (en), politicien florentin, membre de la famille Pucci.
- Niccolò Ruggeri (en), évêque de Bagnoregio.
- Shō Shitatsu, roi de Ryūkyū.
- Romanet Velheu, administrateur de Vaison.
- Wang Zhen (en), premier eunuque de la dynastie Ming.

date incertaine (vers 1449)
- Thomas Cricklade (en), membre du Parlement d'Angleterre, pour la circonscription de Cricklade.
- Roger Fiennes (en), chevalier de Shire (en).

## Crédit d'auteurs
- Cet article est partiellement ou en totalité issu de l'article intitulé « 1449 » (voir la liste des auteurs).